# Estádio Municipal Sérgio Conceição
O Estádio Municipal Sérgio Conceição está localizado em Taveiro, Coimbra, Portugal.
Atualmente este é utilizado pela equipa do União de Coimbra e do União Desportivo Taveirense.
Foi inaugurado em 17 de Novembro de 2002, num jogo entre as equipas da Académica de Coimbra e do Vitória de Setúbal, e possui uma capacidade para 2 500 pessoas, excluindo as bancadas amovíveis que chegaram a estar instaladas, e que permitiam aumentar a lotação para 8 400 espectadores com um custo de 3.5 milhões de euros.
Posteriormente à sua inauguração e durante o período que antecedeu o Euro 2004 em Portugal iniciou-se a reabilitação do Estádio Cidade de Coimbra o que levou a que durante a grande parte da época 2002/03 a Associação Académica de Coimbra – Organismo Autónomo de Futebol jogasse os seus jogos "em casa" neste estádio, localizado a cerca de 10 km do centro urbano de Coimbra.
Os terrenos onde se situa o Estádio ainda se encontram na posse dos seus legítimos proprietários, pois, a Câmara Municipal de Coimbra não cumpriu com o protocolo que lhe daria a posse do terreno e nem pretende executar o Plano de Pormenor desenvolvido para a zona, onde estão previstos vários equipamentos desportivos.
Os proprietários pretendem encontrar solução para este "imbróglio" mas não obtêm qualquer resposta da autarquia.